# Эс-Сафсафа (Тартус)
Эс-Сафсафа (араб. الصفصافة‎) — небольшой город на северо-западе Сирии, расположенный на территории мухафазы Тартус. Входит в состав района Тартус. Является центром одноимённой нахии.

## Географическое положение
Город находится в южной части мухафазы, к северу от государственной границы с Ливаном, на высоте 252 метров над уровнем моря.

Эс-Сафсафа расположена на расстоянии приблизительно 18 километров к юго-востоку от Тартуса, административного центра провинции и на расстоянии 133 километров к северо-северо-западу (NNW) от Дамаска, столицы страны.

## Население
По данным официальной переписи 2004 года численность населения города составляла 6011 человек. В конфессиональном составе населения преобладают алавиты.

## Транспорт
Ближайший гражданский аэропорт — Международный аэропорт имени Басиля Аль-Асада.